# Józef Franciszek Dzieduszycki
Józef Franciszek Dzieduszycki herbu Sas (ur. w 1689 roku – zm. w 1737 roku) – chorąży lwowski w latach 1724–1736.
Jako deputat z województwa ruskiego podpisał pacta conventa Stanisława Leszczyńskiego w 1733 roku. Był członkiem konfederacji województwa ruskiego, zawiązanej 10 grudnia 1733 roku w obronie wolnej elekcji Stanisława Leszczyńskiego. Był konsyliarzem i delegatem  w konfederacji dzikowskiej 1734 roku.